# Plose
La Plose est une montagne culminant à 2 576 m près de Bolzano, dans le Haut-Adige, en Italie. Au sens large, le groupe de la Plose est un chaînon montagneux qui constitue la partie nord-est des Dolomites.

## Toponymie
Selon Josef Rampold, ce nom de Plose est une déformation de l'allemand Blöße (« dépouillé, nu, chauve ») qui renvoie à l'aspect dégarni du sommet.

## Géographie

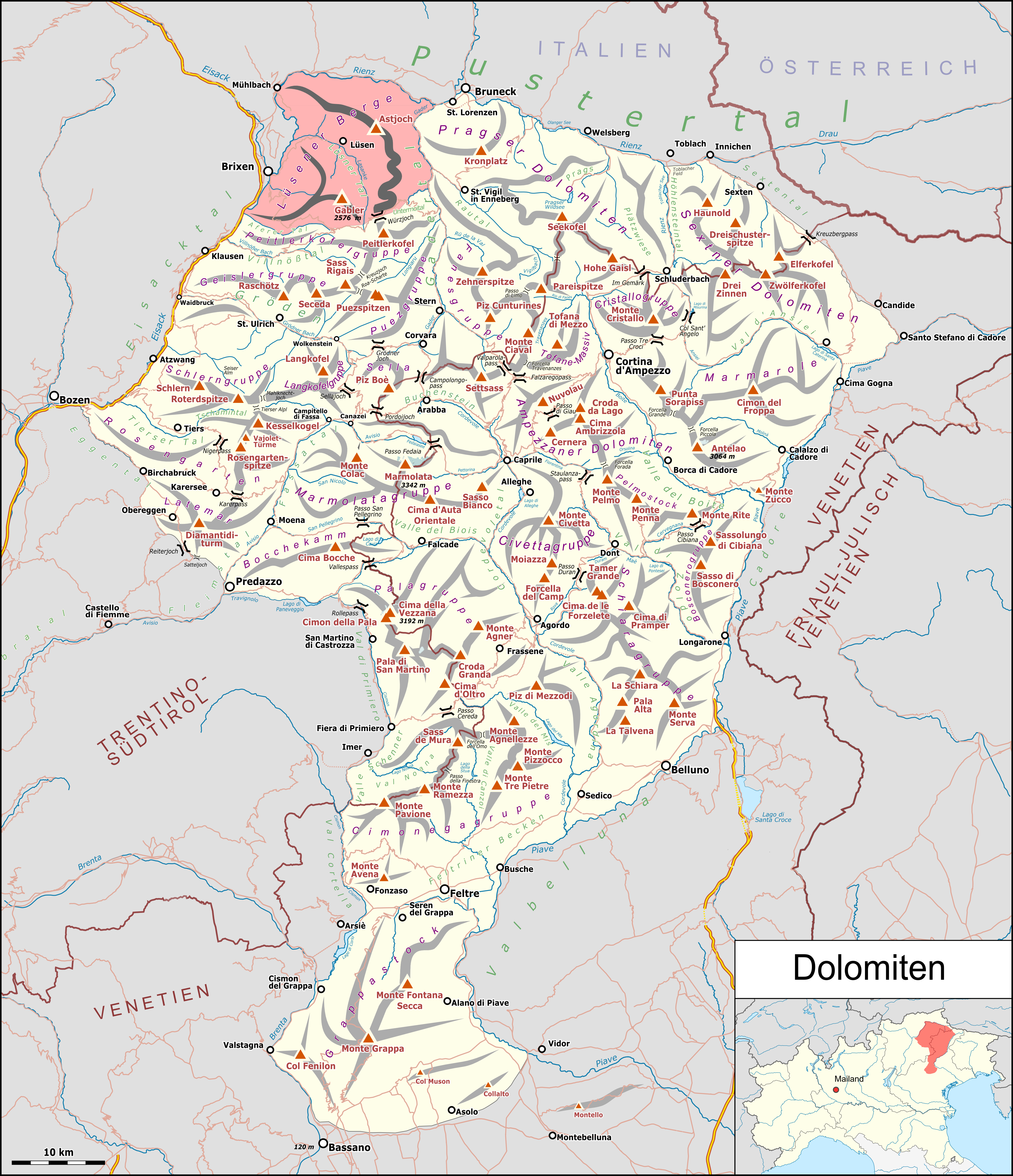
Carte du groupe de la Plose dans les Dolomites.

La Plose compte plusieurs cimes : le Telegraph (2 504 m), la Pfannspitze (2 547 m) et son point culminant, le mont Gabler (2 562 m). La Plose est ceinturée à l'ouest par l’Isarco et la Rienza, au nord et à l'est par la vallée de Luson et le Lasankenbach, et au sud par la vallée de la Sade et le col de l'Erbe, qui mène à Antermoia et le val Badia.

## Histoire
Un ancien sanatorium, Palmschoss, construit en 1913 par l'architecte Otto Wagner, se trouve sur le versant méridional de la Plose. Ce site avait été choisi comme bénéficiant de la plus grande durée d’ensoleillement de toute l'Autriche-Hongrie. Dans les années 1960 et 1970, ce bâtiment était surplombé d'une station de l'OTAN reliée directement à la station radar du mont Telegraph.
Vers le milieu du XXe siècle, on a découvert non loin de là, à 1 870 m d'altitude, une source d’eau minérale. Son exploitation industrielle débuta en 1953. Au mois de juin 1957, la société Plose Quelle AG équipait le site d'une usine de mise en bouteille, qui sera déplacée dans la zone industrielle de Bressanone et modernisée en 1974. En 2002, trois autres sources ont été reconnues à la Plose, qui ont permis de développer la production d'eau minérale. L'entreprise Plose Quelle AG est une entreprise familiale propriété de la famille Fellin.

## Activités

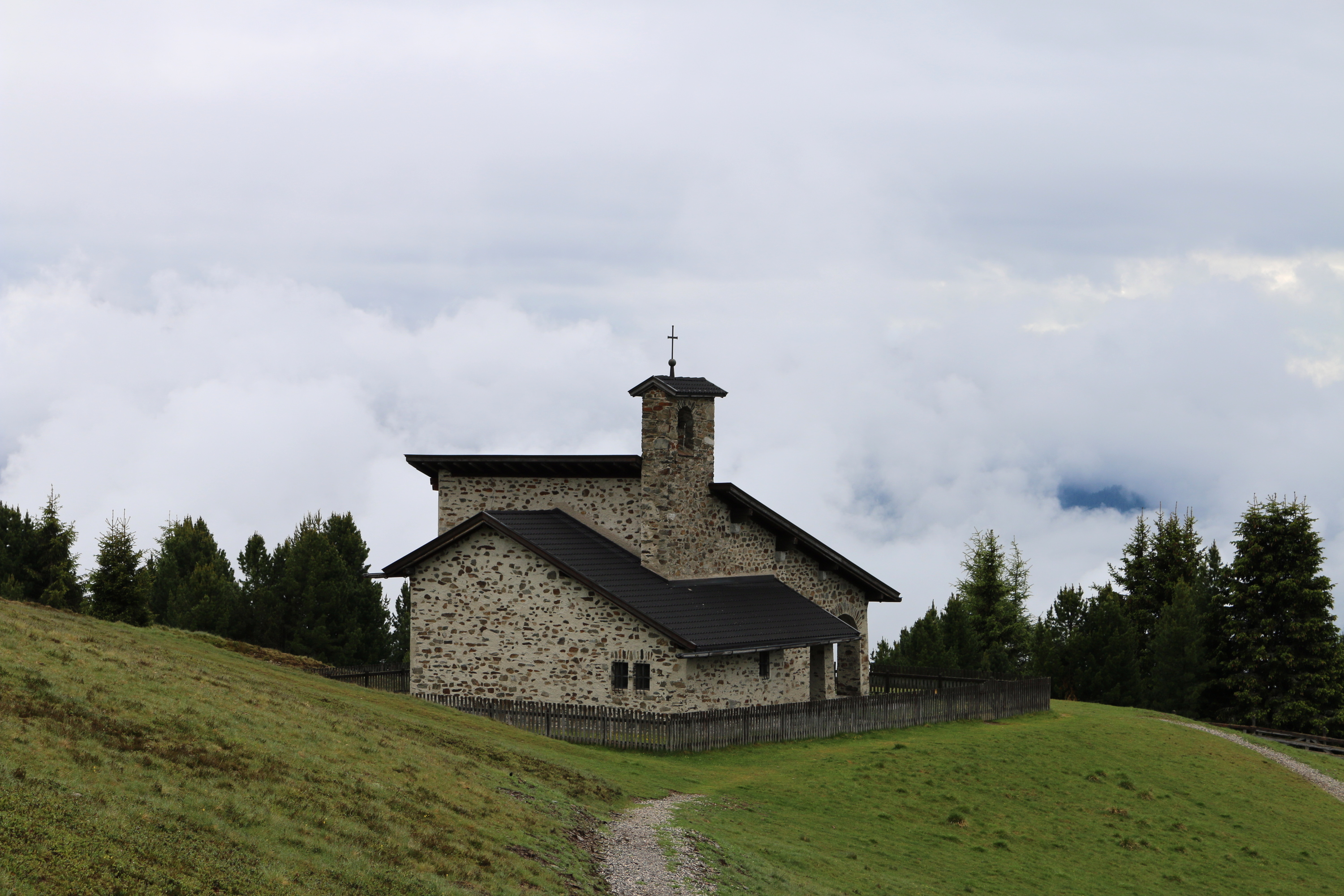
La chapelle de la Plose.

Ses sommets toujours enneigés font de la Plose une station de sports d'hiver appréciée. Un funiculaire, la Plosebahn, dessert la gare de Saint-André et la station de ski, réputée pour la piste Trametsch, qui est la plus grande descente du Haut-Adige avec une longueur totale de 9 km. La Plose est en outre une région de grande randonnée aux panoramas splendides. Un refuge, la Plosehütte, se trouve au sud du Telegraph et à l'ouest de la Pfannspitze et du Gabler.